# Johannes Høsflot Klæbo
Johannes Høsflot Klæbo (Trondheim, 1996. október 22. –) négyszeres olimpiai bajnok norvég sífutó.

## Élete
A norvég fővárostól, Oslótól északra fekvő Trondheimben nőt fel. Kétévesen kezdett el síelni, mikor karácsonyi ajándékként síléceket kapott nagyapjától (és edzőjétől), Kåre Høsflottól. A 2015-ös junior világbajnokságról két bronzéremmel, majd a 2016-os barcarozsnyói junior vb-ről három aranyéremmel térhetett haza. A felnőttek mezőnyében a sífutó-világkupa 2016–2017-es szezonjában mutatkozott be először, ahol a dobogó legfelső fokára háromszor is felállhatott. A 2017-es finnországi északisí-világbajnokság egyéni sprintversenyének döntőjében pedig a harmadik helyen zárt.
2018 februárjában, 21 évesen három aranyérmet is szerzett a dél-koreai Phjongcshangban rendezett téli olimpiai játékokon. Első „ötkarikás aranyát” a sífutók – klasszikus stílusú – egyéni sprintversenyének döntőjét követően söpörhette be, s az itt elért teljesítményével ő lett a téli olimpiák történetének legfiatalabb egyéni sífutó olimpiai bajnoka a férfiak között. Második érmét a 4 × 10 km-es váltóval, míg a harmadikat (Martin Johnsrud Sundby-vel) a szabadstílusú csapatsprint versenyszámában szerezte. Rajthoz állt még a 15 plusz 15 kilométeres (klasszikus és szabadstílusú) távon is, de itt csak a tizedik lett.
2019 februárjában, az ausztriai Seefeldben zajló északisí-világbajnokságon aranyéremmel zárta a sífutók szabadstílusú sprintszámát, majd a férfi sífutó sprintváltóval (klasszikus stílus) megünnepelhette a második vb-aranyát is.